# كيتيل بورش
كيتيل بورش (بالنرويجية البوكمول: Kjetil Borch)‏ هو مجدف نرويجي، ولد في 14 فبراير 1990 في تونسبرغ في النرويج.

## وصلات خارجية
- كيتيل بورش على موقع الاتحاد الدولي للتجديف (الإنجليزية)
- كيتيل بورش على موقع اللجنة الأولمبية الدولية (الإنجليزية)
- كيتيل بورش على موقع أوليمبيديا (الإنجليزية)